# Orion Sulechów
MSKS Orion Sulechów (pełna nazwa Miejsko-Szkolny Klub Sportowy Orion Sulechów) – polski męski klub siatkarski (jednosekcyjny) z siedzibą w Sulechowie, występował do sezonu 09/10 w II lidze, po tym sezonie przegraną z WKS Sobieski Żagań spadł do III ligi.

## Historia
Klub Sportowy "Orion" został założony 13 września 1977 roku pod nazwą "Lech", którą w kwietniu 1978 zmieniono na "Orion". Pierwszym prezesem klubu został Józef Zawartowski, a sekretarzem Mieczysław Łuczak. W październiku 1980 na Zjeździe Szkolnego Związku Sportowego wybrano nowy zarząd, na czele którego stanął Jan Krawczyk. Funkcję sekretarza w dalszym ciągu pełnił Mieczysław Łuczak. Pracę szkoleniowo - sportową prowadzono w dwóch sekcjach: siatkówki mężczyzn i akrobatyki sportowej. Sekcja siatkówki z różnych powodów miała dość trudny start. W pierwszym roku działalności, wbrew wcześniejszym założeniom i mimo istnienia dwóch grup szkoleniowych, żadna z nich nie wystąpiła w rozgrywkach organizowanych przez OZPS w Zielonej Górze. Duże kłopoty organizacyjno - szkoleniowe wystąpiły w grupie starszych siatkarzy, która prowadził Zbigniew Kaczmar.
W sezonie 1978/1979 pierwszy zespół zgłoszono do rozgrywek klasy "A". Zespół ten w pierwszej rundzie prowadził Edward Wróbel, którego w rundzie rewanżowej zastąpili Jerzy Wirski i Marian Bieława. Siatkarze "Oriona" zakończyli sezon na IV miejscu. W zespole grali: Wojciech Bućko, Mieczysław Woźniak, Marek Jęchorek, Marek Żurek, Dariusz Kwiatkowski, Mirosław Samol, Henryk Brzeziński, Romuald Modrzyk, Marek Szczepaniuk i Tadeusz Pająk.
W sezonie 1979/80 zespół zajął pierwsze miejsce w klasie "A" i awansował do klasy międzywojewódzkiej.
Po sezonie 1980/81 zespół "Oriona" został zdegradowany do niższej klasy rozgrywek, gdzie grał do zakończenia sezonu 1982/83.
Po tym sezonie, po trzech latach, "Orion" ponownie awansował do klasy międzywojewódzkiej. "Ojcem sukcesu" był ówczesny trener Jan Pętlewski. W drużynie, która zakończyła rozgrywki na IV miejscu (trener Marian Bieława) występowali: Marek Szczepaniuk, Leszek Konczanin, Tadeusz Jankowski, B.Borzęcki, W.Korneluk, Mirosław Górski, Marek Garbowski, Romuald i Marek Muńko, Mariusz Staszkiewicz, Z.Gadowski, Włodzimierz Kaczmarek i Mariusz Król.
Przed sezonem 1984/85 do zespołu powrócili grający w "Stilonie" Gorzów Henryk Brzeziński i Romuald Modrzyk a zespół "Oriona" zakończył rozgrywki na IV miejscu. W zespole grali ponadto: Jarosław Kruk, Grzegorz Tomczyk, Bogusław Gąsieniec, Tomasz Okulicki, Krzysztof Dżaman, Jarosław Borkowski, Wojciech Olejniczak, Mariusz Kos i Stanisław Chomiak.

## Wychowankowie
Z Sulechowa wywodzą się gracze klubów I ligi. Należą do nich:
- Mariusz Wiktorowicz (trzykrotny Mistrz Polski z AZS Yawal Częstochowa - 1994, 1995, 1999, obecnie trener Chemika Police)
- Łukasz Żygadło (Zenit Kazań)